# 南川楼梯草
南川楼梯草（学名：Elatostema nanchuanense）是荨麻科楼梯草属的植物，为中国的特有植物。分布于中国大陆的湖北、四川等地，生长于海拔600米至1,200米的地区，多生长在山谷阴处，目前尚未由人工引种栽培。